# 淡路市立塩田小学校
淡路市立塩田小学校（あわじしりつしおたしょうがっこう）は兵庫県淡路市塩尾にある日本の公立学校である。

## 概要
淡路市の南側、洲本市との市境付近に位置し、淡路市の小学校では最南端である。校区は豊かな自然に囲まれている。1873年に平安小学校として開校し、1891年に第一次小学校令により、塩田尋常小学校と改称される。その後、市町村合併により塩田村立塩田小学校、津名町立塩田小学校、淡路市立塩田小学校と名前を変え、現在に至る。
1934年には淡路市を代表する教育者、中村ひさ（1867-1947年）の記念碑が校舎の北側に建立された。中村ひさは1898年、塩田村尋常小学校に赴任。当時は就学率が低かったが、保護者に勉学の重要性を説き、児童を通学させるなど学校教育の普及に尽力した。その後も、私財を投じて塩田地区に託児園や青年訓練所を建設するなど奉仕活動に努めた。その功績をたたえ、1934年に設置された記念碑だったが、1995年の阪神淡路大震災で倒壊した。その後2019年に、倒壊時に損傷を免れた碑文を中央部にはめ込み、記念碑が修復された。

## 歴史
- 1873年 (明治6年) - 平安小学校創立。
- 1891年 (明治24年) - 塩田尋常小学校と改称。
- 1934年 (昭和9年) - 中村ひさの記念碑が建立される。
- 1947年4月1日 (昭和22年) - 塩田村立塩田小学校と改称。
- 1955年4月1日 (昭和30年) - 津名町立塩田小学校と改称。
- 1995年1月17日 (平成7年) - 阪神淡路大震災で中村ひさの記念碑が倒壊。
- 2005年4月1日 (平成17年) - 淡路市立塩田小学校と改称。
- 2019年11月8日 (令和元年) - 阪神淡路大震災で倒壊した中村ひさの記念碑が修復される。

## 通学区域
- 里、下司、塩尾、塩田新島[3]

## 通学先中学校
- 淡路市立津名中学校

## アクセス
- 神戸淡路鳴門自動車道　津名一宮ICから車で10分
- 塩尾バス停(あわ神あわ姫バス)から徒歩15分

## 通学区域が隣接している学校
- 淡路市立志筑小学校
- 淡路市立中田小学校
- 淡路市立大町小学校
- 洲本市立安乎小学校